# Hot Dog (película de 1930)
Hot Dog es un corto animado estadounidense de 1930 de la serie Talkartoons, realizado por los Estudios Fleischer y distribuido por la Paramount Pictures.

## Argumento
Bimbo conduce su coche descapotable y va saludando a todas las damas que encuentra a su paso. Tras saludar a una menos atractiva de lo que él esperaba, realiza una maniobra incorrecta que es advertida por un agente de tráfico.
Tras una breve persecución, Bimbo es llevado ante un tribunal donde defenderá su caso tocando al banjo la canción "St. Louis Blues", canción de repertorio jazzístico compuesta por W. C. Handy en 1914.

## Producción
Hot Dog es la cuarta entrega de la serie Talkartoons (Dibujos animados parlantes) y fue estrenada el 29 de marzo de 1930. Es el primer corto en que aparece Bimbo y también el primer corto de los estudios en usar una gama completa de grises.